# Alex Bein

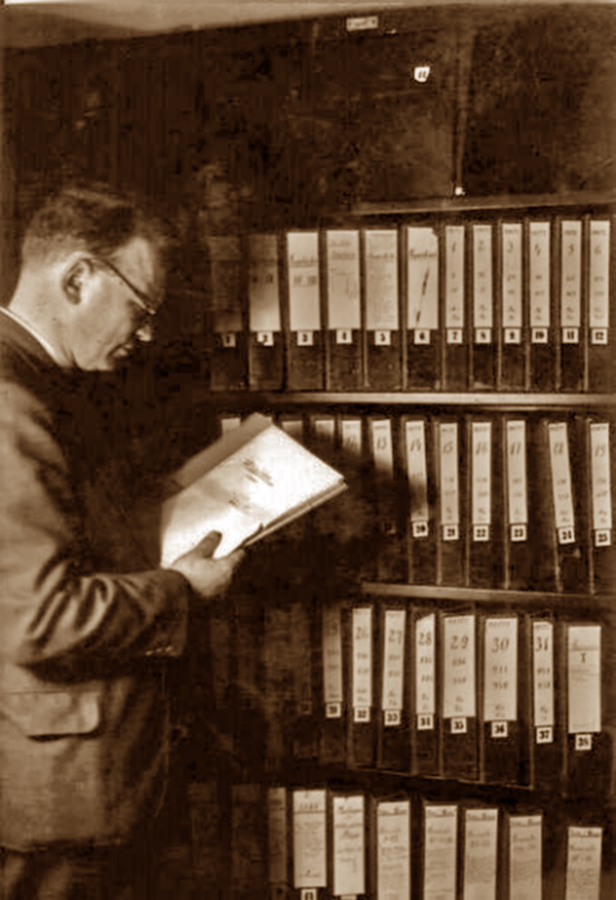
Alex Bein (1937)

Alex Bein (geboren 21. Januar 1903 in Steinach an der Saale; gestorben 20. Juni 1988 in Stockholm; eigentlich Alexander Bein) war ein deutsch-israelischer Historiker und Archivar.

## Leben
Alexander Bein wurde in eine fränkische Landjudenfamilie hineingeboren. Sein Vater war Lehrer, sein Bruder Naftali Harry Bein (1898–) war unter anderem israelischer Politiker. Nach dem Studium in Erlangen und Berlin promovierte er 1926 in Berlin bei Friedrich Meinecke mit einer Dissertation über Alexander Hamilton. 1927 bis 1933 war er beim Deutschen Reichsarchiv in Potsdam beschäftigt. 1933 ging er nach Palästina zum Zionistischen Archiv und half beim Auf- und Ausbau des israelischen Archivwesens.
Seit 1955 war Alex Bein als Nachfolger von Georg Herlitz langjähriger Direktor des Zionistischen Zentralarchivs in Jerusalem (Beins Nachfolger dort wurde Michael Heymann, im Mai 1990 gefolgt von Yoram Mayorek). 1956 bis 1971 war er zugleich Staatsarchivar von Israel.
Er publizierte als Autor, Herausgeber oder Mitherausgeber eine Reihe bedeutender Schriften und Dokumente, war z. B. Herausgeber der Schriften Herzls in zehn Bänden, seit 1980 zusammen mit Hermann Greive, Moshe Schaerf und Julius H. Schoeps Mitherausgeber der „Briefe und Tagebücher“ von Theodor Herzl.
1996 erschienen die von Julius H. Schoeps (Bein war sein väterlicher Freund; Schoeps veranlasste in den 1990er Jahren auch den Ankauf der Beinschen Bibliothek und ließ sie nach Potsdam überführen) in deutscher Sprache herausgegebenen Lebenserinnerungen (zuvor auf Hebräisch erschienen) unter dem Titel Hier kannst du nicht jeden grüssen …
Beins Sohn Jochanan war israelischer Gesandter in Bonn und dann in leitender Funktion für Yad Vashem tätig.

## Weitere Werke
- Biographie Herzls, 1934 (in mehrere Sprachen übersetzt, grundlegend)
- Volk und Land: Das Aufbauwerk des Keren Hajessod. Der Zionismus und sein Werk. Prag, September 1938 (Tischri 5699)
- (Hrsg.): The Mozkin Book, Jerusalem 1939
- Biographie Arthur Ruppins, 2 Bände, 1944 (3 Bände, 1968)
- The Return to the Soil, 1952 (in mehreren Sprachen)
- The Jewish Parasite, 1964 ff. (in mehreren Sprachen)
- Der moderne Antisemitismus und seine Bedeutung für die Judenfrage. (PDF; 1 MB) In:  Vierteljahrshefte für Zeitgeschichte, Jg. 4, 1958, H. 6, S. 340–360
- „Der jüdische Parasit“: Bemerkungen zur Semantik der Judenfrage. (PDF; 1,4 MB) In:  Vierteljahrshefte für Zeitgeschichte, Jg. 13, 1965, H. 2, S. 121–149
- Die Judenfrage. Biographie eines Weltproblems. Zwei Bände. Deutsche Verlagsanstalt, Stuttgart 1980, ISBN 3-421-01963-0.